# Едгар Воллес
Річард Гораціо Е́дгар (Е́дґар) Во́ллес також Едгар Вейлс (англ. Richard Horatio Edgar Wallace; 1 квітня 1875 — 10 лютого 1932) — англійський письменник («Втрачений мільйон», «Месник»), драматург, журналіст, кіносценарист («Кінґ-Конґ»), автор 175 романів, 24 п'єс, засновник нового літературного жанру «трилер». За його творами створено понад 160 фільмів. Автор гостросюжетних, детективних та науково-фантастичних романів.

## Життя та творчість

### Батьки
Народився 1 квітня 1875 року в Гринвічі (Лондон) в акторській родині Річарда Гораціо Маріотт Едгар (1847—1894) та Марії Джейн «Полі» Річардс, (народилась у 1843 р). Мати Воллеса народилася в Ліверпулі в ірландській католицькій родині. Її сім'я була шоу-бізнесменами. Дівчина працювала в театрі актрисою доти, доки не одружилася в 1867 році. Чоловік, капітан Джозеф Річардс, також народився в Ліверпулі 1838 року; він також був з ірландської католицької сім'ї. Він і його батько Джон Річардс були капітанами торгового флоту, а його мати Катерина Річардс походила із сім'ї моряків. Джозеф загинув у морі в 1868 році, залишивши свою вагітну дружину. Після народження старшого брата Воллеса його мама повернулася на сцену, прийнявши сценічне прізвище «Полі» Річардс. У 1872 році вона вступила в трупу сім'ї Мартіна, керовану Алісою Меріте, її чоловіком Річардом Едгаром та її трьома дорослими дітьми: Грейс, Аделін та Річард Гораціо Маріотт Едгар. Маючи приємний зовнішній вигляд, Річард грав романтичні ролі, але був ледачим, хоча і милим. Аліса хотіла, щоб він одружився із розсудливою молодою жінкою і мав дітей.
У липні 1874 року компанія «Marriott» досягла великого комерційного успіху. З нагоди успіху за лаштунками була організована гучна вечірка, після якої Річард Гораціо Едгар і Поллі опинились у ліжку. Як виявилося пізніше, Річард нічого не пам'ятав про це, а вже в серпні Мері зрозуміла, що вагітна. Вона боялася, що, коли правда про її вагітність виявиться, то усе в її житті та кар'єрі зруйнується. Мері, посилаючись на важливі справи, виїздить до Гринвіча, де залишається до народження Едгара 1 квітня 1875.
Вона просить акушерку щоб та знайшла гарну подружню пару, якій вона могла б довірити виховання свого сина. 9 квітня 1885 року Поллі відвозить сина Едгара до сімейства Фрімен, які були люблячою парою і турботливими батьками десятьох дітей. Обіцяючи відвідувати сина, Мері поїхала до Лондону. Там вона дізналась, що Річард вже місяць був одружений з іншою.

### Дитинство та перші літературні спроби
Уоллес, пізніше відомий як Річард Гораціо Едгар Фрімен, мав щасливе дитинство і тісний зв'язок з 20-річною Кларою Фрімен, що стала його другою матір'ю. До 1878 його мати вже не може дозволити собі витрачати невелику суму на сина, тому вона платить Freemans тільки за догляд і, замість того, щоб помістити хлопчика в робочий будинок, Freeans прийняв його. Його мати ніколи не відвідувала свою дитину. Його прийомний батько Джордж Фрімен зробив усе, щоб Річард отримав гарну освіту, деякий час Воллес був присутній у Санкт Alfege з Санкт Петра, в інтернаті школи в Peckham,, але він грав truant і потім залишив повний робочий день освіти у віці до 12 років.

## 1898—1918
Едґар Воллес працював кореспондентом агентства «Рейтер» та лондонської газети «Daily Mail». У 1901 році Воллес став редактором газети в Йоганнесбурзі. Під час російсько-японської війни брав участь в розслідуванні конфлікту між Росією та Великою Британією після обстрілу російськими кораблями торгового англійського флоту.

## 1918—1929
Перші романи Воллеса, які він публікував у власному видавництві, не окупали фінансових витрат. Комерційний успіх прийшов до нього в 1910-ті роки, а в 1920-ті він став найвидаванішим англійським письменником (кожна четверта надрукована книжка була його романом). Своєму успіху він був зобов'язаний колосальній працездатності — Воллес надиктовував свої твори на диктофон, перериваючись лише на сон, потім виправляв передрукований секретарем матеріал.
Помер 10 лютого 1932 року в Голлівуді під час роботи над сценарієм відомого «Кінґ-Конґа».

## Африканські романи
- Sanders of the River (1911)
- The People of the River (1911)
- The River of Stars (1913)
- Bosambo of the River (1914)
- Bones (1915)
- The Keepers of the King's Peace (1917)
- Lieutenant Bones (1918)
- Bones in London (1921)
- Sandi the Kingmaker (1922)
- Bones of the River (1923)
- Sanders (1926)
- Again Sanders (1928)

## Авантюрно-кримінальні романи
- The Four Just Men (1905)
- Angel Esquire (1908)
- The Nine Bears (1910)
- The Fourth Plague (1913)
- Grey Timothy (1913)
- The Man Who Bought London (1915)
- The Melody of Death (1915)
- A Debt Discharged (1916)
- The Tomb of T'Sin (1916)
- The Just Men of Cordova (1917)
- The Secret House (1917)
- The Clue of the Twisted Candle (1918)
- Down under Donovan (1918)
- The Green Rust (1919)
- Kate Plus 10 (1919)
- The Man Who Knew (1919)
- The Daffodil Mystery (1920)
- Jack O'Judgment (1920)
- The Law of the Four Just Men (1921)
- The Angel of Terror (1922)
- The Crimson Circle (1922)
- Mr. Justice Maxell (1922)
- The Valley of Ghosts (1922)
- Captains of Souls (1923)
- The Clue of the New Pin (1923)
- The Green Archer (1923)
- The Missing Million (1923)
- The Dark Eyes Of London (1924)
- Double Dan (1924)
- Educated Evans (1924)
- The Face in the Night (1924)
- Room 13 (1924)
- The Sinister Man (1924)
- The Three Oak Mystery (1924)
- The Blue Hand (1925)
- The Daughters of the Night (1925)
- The Fellowship of the Frog (1925)
- The Gaunt Stranger (1925)
- A King by Night (1925)
- The Mind of Mr. J.G. Reeder (1925)
- The Strange Countess (1925)
- The Avenger (1926)
- The Black Abbot (1926)
- The Day of Uniting (1926)
- The Door with Seven Locks (1926)
- The Joker (1926)
- The Man from Morocco (1926)
- The Million Dollar Story (1926)
- More Educated Evans (1926)
- The Northing Tramp (1926)
- Penelope of the Polyantha (1926)
- The Square Emerald (1926)
- The Terrible People (1926)
- We Shall See! (1926)
- The Yellow Snake (1926)
- The Big Foot (1927)
- The Brigand (1927)
- The Feathered Serpent (1927)
- Flat 2 (1927)
- The Forger (1927)
- Good Evans (1927)
- The Hand of Power (1927)
- The Man Who Was Nobody (1927)
- The Mixer (1927)
- Number Six (1927)
- The Ringer (The Gaunt Stranger, 1927)
- The Squeaker (1927)
- Terror Keep (1927)
- The Traitor's Gate (1927)
- The Double (1928)
- Elegant Edward (1928)
- The Flying Squad (1928)
- The Gunner (1928)
- The Orator (1928)
- The Thief in the Night (1928)
- The Twister (1928)
- Again the Ringer (1929)
- Again the Three Just Men lub The Law of the Three Just Men (1929)
- The Big Four (1929)
- The Black (1929)
- The Cat-Burglar (1929)
- Circumstantial Evidence (1929)
- Fighting Snub Reilly (1929)
- For Information Received (1929)
- Forty-Eight Short Stories (1929)
- Four Square Jane (1929)
- The Ghost of Down Hill (1929)
- The Golden Hades (1929)
- The Lone House Mystery (1929) — pol. Tajemnica samotnego domu (2016)
- The Calendar (1930)
- The Hand of Power (1930)
- The Keepers of the King's Peace (1930)
- Silinski — Master Criminal: Detective T.B.Smith (1930)
- The Thief in the Night (1930)
- White Face (1930)
- The Clue of the Silver Key lub The Silver Key (1930)
- The Lady of Ascot (1930)
- The Devil Man (1931)
- The Man at the Carlton (1931)
- The Coat of Arms lub The Arranways Mystery (1931)
- On the Spot: Violence and Murder in Chicago (1931)
- The Ringer Returns lub Again the Ringer (1931)
- Mr J.G. Reeder Returns (1932)
- Sergeant Sir Peter lub Sergeant Dunn, C.I.D. (1932)
- When the Gangs Came to London (1932)
- The Frightened Lady (1933)
- The Green Pack (1933)
- The Mouthpiece (1935)
- Smoky Cell (1935)
- The Table (1936)
- Sanctuary Island (1936)
- Death Packs a Suitcase (1961)
- The Road to London (1986)
- The Jewel
- The Shadow Man

## Короткі оповідання
- P.C. Lee (1909) Police Constable Lee; 24 short stories
- The Admirable Carfew (1914)
- The Adventures of Heine (1917)
- Tam O' the Scouts (1918)
- The Man Called McGinnice (1918)
- The Fighting Scouts (1919)
- The Black Grippe (1920)
- Chick (1923)
- The Black Avons (1925)
- The Brigand (1927)
- The Mixer (1927)
- This England (1927)
- The Orator (1928)
- The Thief in the Night (1928)
- Elegant Edward (1928)
- The Lone House Mystery and Other Stories (Collins and son, 1929)
- The Governor of Chi-Foo (1929)
- Again the Ringer The Ringer Returns (US Title) (1929)
- The Big Four or Crooks of Society (1929)
- The Black or Blackmailers I Have Foiled (1929)
- The Cat-Burglar (1929)
- Circumstantial Evidence (1929)
- Fighting Snub Reilly (1929)
- For Information Received (1929)
- Forty-Eight Short Stories (1929)
- Planetoid 127 and The Sweizer Pump (1929)
- The Ghost of Down Hill & The Queen of Sheba's Belt (1929)
- The Iron Grip (1929)
- The Lady of Little Hell (1929)
- The Little Green Man (1929)
- The Prison-Breakers (1929)
- The Reporter (1929)
- Killer Kay (1930)
- Mrs William Jones and Bill (1930)
- Forty Eight Short-Stories (George Newnes Limited ca. 1930)
- The Stretelli Case and Other Mystery Stories (1930)
- The Terror (1930)
- The Lady Called Nita (1930)
- Sergeant Sir Peter or Sergeant Dunn, C.I.D. (1932)
- The Scotland Yard Book of Edgar Wallace (1932)
- The Steward (1932)
- Nig-Nog and other humorous stories (1934)
- The Last Adventure (1934)
- The Woman From the East (1934) — co-written with Robert George Curtis
- The Edgar Wallace Reader of Mystery and Adventure (1943)
- The Undisclosed Client (1963)
- The Man Who Married His Cook (White Lion, 1976)
- The Death Room: Strange and Startling Stories (1986)
- The Sooper and Others (1984)
- Stories collected in the Death Room (William Kimber, 1986)
- Winning Colours: The Selected Racing Writings of Edgar Wallace (1991)

## Переклади українською
- Едґар Вейлс. Суд чотирьох: сенсаційне оповідання про діяльність «Таємних виконавців смерті». Переклад з англійської: ?. Віннїпеґ: Українська видавнича спілка в Канаді, 1918. 163 стор. [Архівовано 16 лютого 2018 у Wayback Machine.]